# Новоівницька сільська рада
Новоівницька сільська рада — колишня адміністративно-територіальна одиниця та орган місцевого самоврядування у Андрушівському районі Житомирської області України з адміністративним центром у с-щі Новоівницьке.

## Населені пункти
Сільській раді були підпорядковані населені пункти:
- с-ще Новоівницьке

## Історія
Створена 29 липня 2004 року, відповідно до рішення Житомирської обласної ради «Про деякі адміністративно-територіальні зміни», в селищі Новоівницьке Івницької сільської ради Андрушівського району Житмирської області.
Виключена з облікових даних 17 липня 2020 року через об'єднання до складу новоутвореної Волицької сільської територіальної громади Житомирського району Житомирської області.